# Matías Prats Luque
 (janvier 2020).
Si vous disposez d'ouvrages ou d'articles de référence ou si vous connaissez des sites web de qualité traitant du thème abordé ici, merci de compléter l'article en donnant les références utiles à sa vérifiabilité et en les liant à la section « Notes et références ».
Matías Prats Luque, né le 14 novembre 1950 à Madrid, est un journaliste espagnol. Son père, Matías Prats Cañete, était un journaliste de télévision célèbre.

## Biographie
Matías Prats est licencié en droit et en journalisme.
En 1975, il rejoint la chaîne de télévision publique TVE.
En tant que journaliste sportif, il commente à huit reprises les Jeux olympiques, plusieurs Coupes du monde de football, les tournois de Roland-Garros et Wimbledon, la Coupe Davis et des tournois de golf comme le Masters d'Augusta ou la Ryder Cup. Il présente l'émission de football Estudio Estadio entre 1981 et 1993.
En 1991, il commence à présenter le Telediario.
En juillet 1998, il quitte TVE pour rejoindre Antena 3 où il présente les informations de la mi-journée avec Susanna Griso.
Entre 2002 et 2014, il présente les nouvelles du soir, toujours avec Susanna Griso.
Il est membre du jury du prix Princesse des Asturies dans la catégorie Sport.

### Famille
Son père Matías Prats Cañete est un célèbre journaliste des années 1950 et 1960. Son fils Matías Prats Chacón, né en 1984, est aussi journaliste sportif à la télévision.